# Römische Thermen Bad Vilbel
Die Römischen Thermen Bad Vilbel wurden 1848/49 beim Bau der Main-Weser-Bahn nahe dem Bad Vilbeler Südbahnhof entdeckt. Von der Anlage ist heute oberirdisch nichts mehr sichtbar. Bekannt ist der Fundort vor allem wegen eines prächtigen römischen Mosaiks, das in einem der Räume gefunden wurde. Es handelt sich um den einzigen größeren Mosaikfund aus römischer Zeit in Hessen, weshalb es sich heute im Hessischen Landesmuseum Darmstadt befindet.

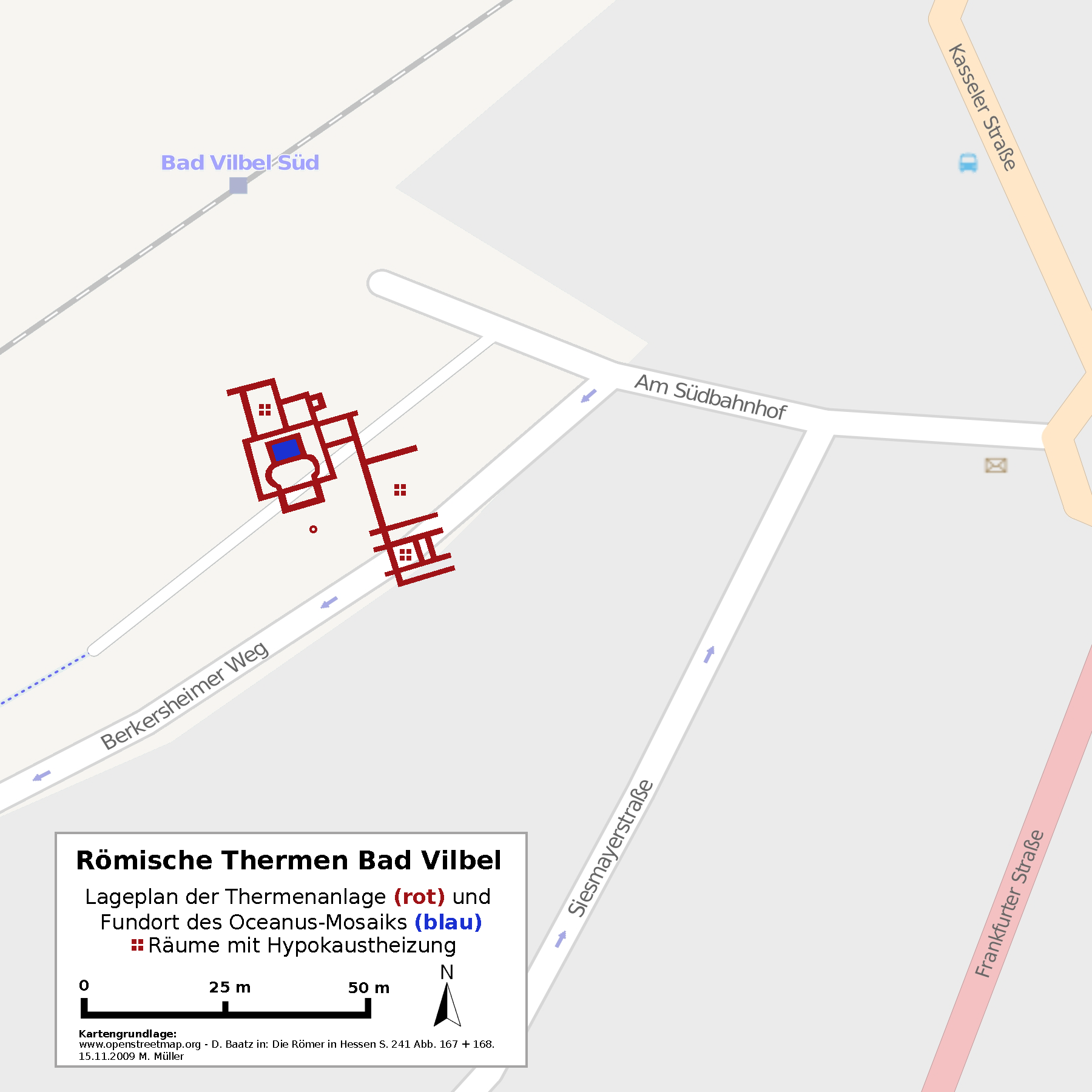
Lageplan der Römischen Thermen am Südbahnhof in Bad Vilbel

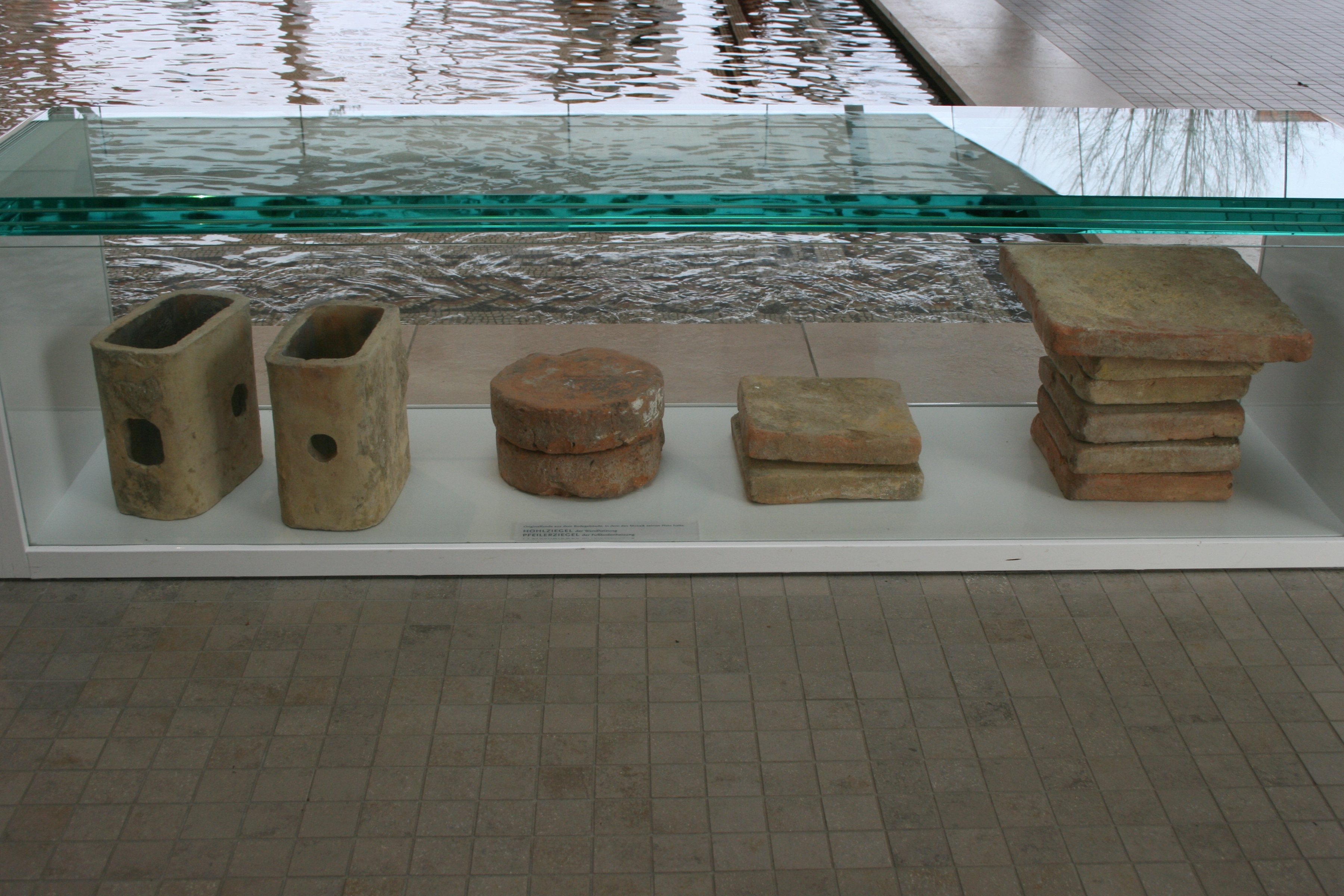
Hypokaustziegel aus der römischen Badeanlage am Südbahnhof in der Ausstellung Lebendiges Römer-Mosaik

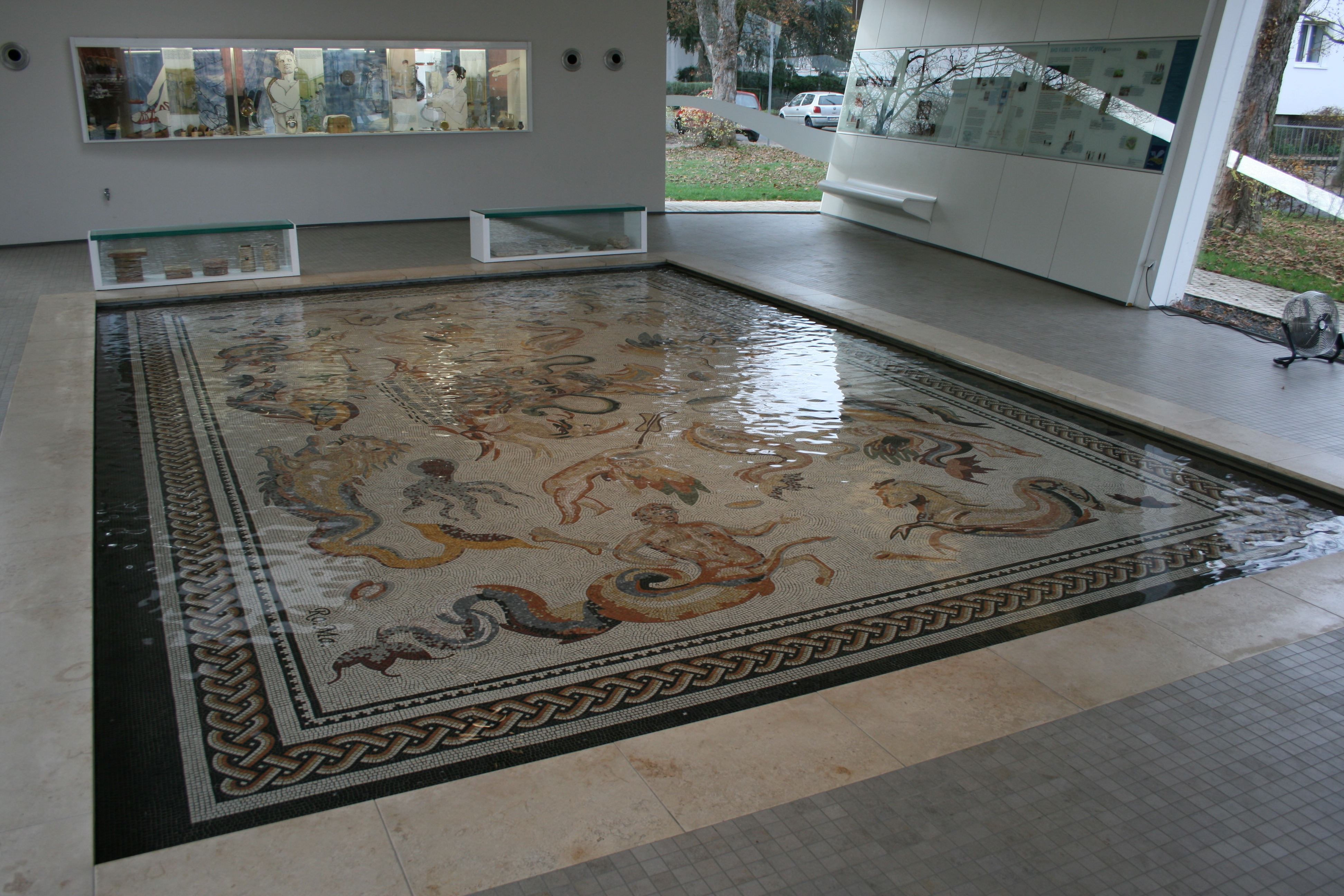
Ansicht der Ausstellung Lebendiges Römer-Mosaik mit Schautafeln, Ausstellungsstücken und rekonstruiertem Mosaik

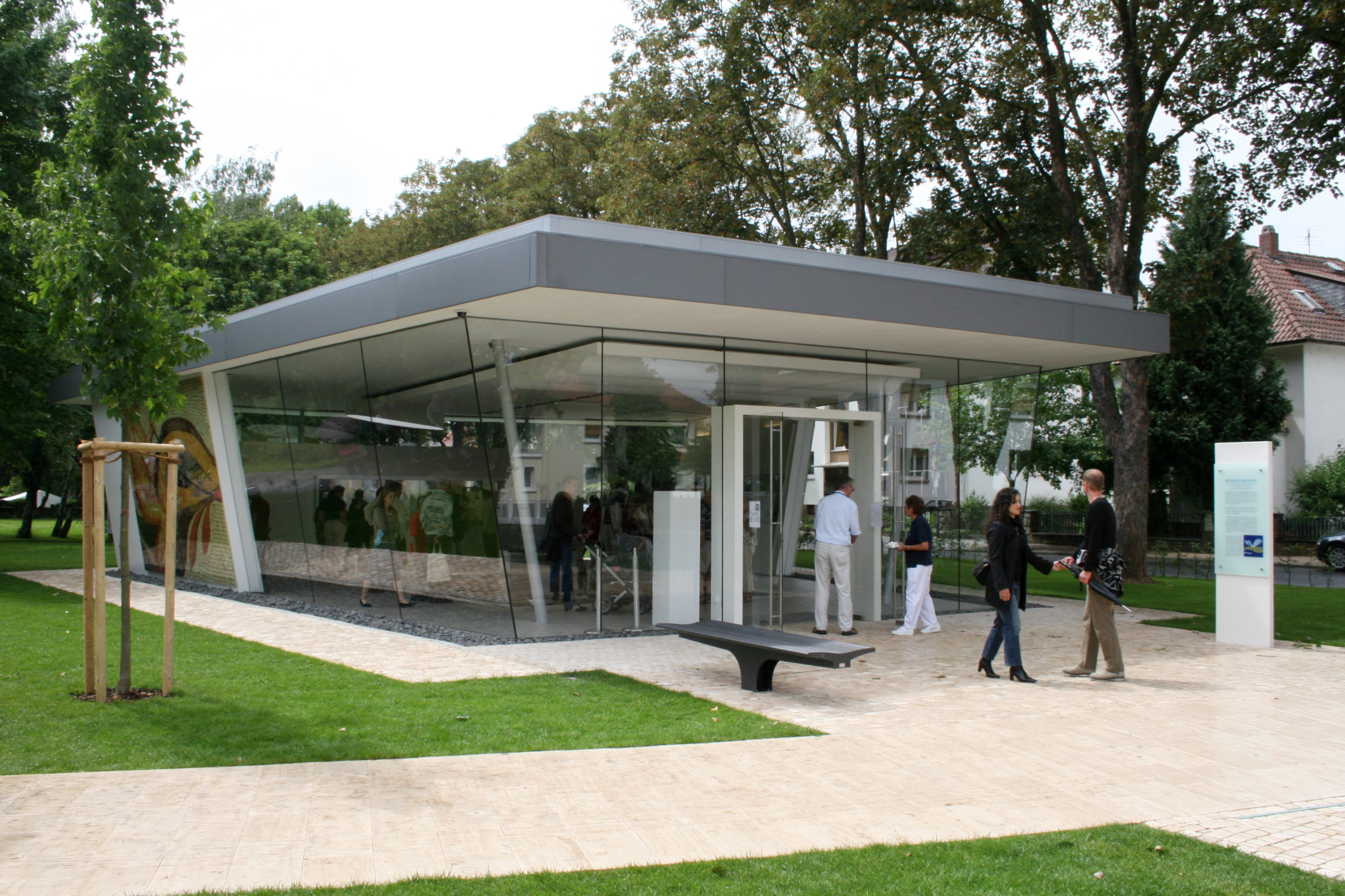
Glaspavillon im Kurpark, Ausstellung Lebendiges Römer-Mosaik

## Thermenanlage
Das Gebäude wurde nur sehr ausschnitthaft ergraben, sodass der genaue Grundriss der Gesamtanlage bis heute nicht feststellbar ist. Der Grundriss und Bautyp des ergrabenen Badegebäudes ist nicht mit gewöhnlichen öffentlichen Bädern zu vergleichen, übersteigt aber auch Badeanlagen, wie sie von Villae rusticae bekannt sind.
Ganz oder teilweise freigelegt wurden insgesamt neun Räume, die sich um einen offenen Hof mit rechteckigem Badebecken gruppierten. Das Mosaik befand sich in einem zentralen Badesaal innerhalb der nördlichen Raumflucht. Der Saal hatte eine Größe von 11,75 × 10 m. Man erreichte ihn über einen kleinen Vorraum im Norden, in dem sich ebenfalls ein Mosaik fand, das aber unverziert war. An der südlichen Wand des Saals befand sich ein ovales Marmorbecken von 7 m Länge. Das in Marmor gefasste Mosaik befand sich leicht abgestuft davor, sodass es vom Wasser überspült wurde. Die Herstellung des Mosaiks wird auf das Ende des 2. Jahrhunderts n. Chr. datiert. Es wurde im Rahmen einer Renovierung in das bestehende Gebäude eingebracht. Wann das Gebäude errichtet wurde, ist unbekannt.
Nordwestlich an den Badesaal schloss sich ein hypokaustierter Raum an, möglicherweise ein Schwitzbad (sudatorium). Ein Korridor verband den nördlichen Trakt mit dem weniger vollständig ergrabenen östlichen. Von den hier angeschnittenen drei größeren Räumen waren die beiden südlichen ebenfalls beheizbar, sodass sich hier möglicherweise ein normaler Badetrakt mit den drei Stufen (von N nach S) Kaltbad (frigidarium), Laubad (tepidarium) und Heißbad (caldarium) anschloss. Der reich ausgestattete nördliche Trakt wäre demnach einer Sondernutzung vorbehalten, vermutet wurde eine Nutzung als Heilbad, was zu dem späteren Status Bad Vilbels als Kurort und Quellenstadt passen würde. Bis zu einem Erdrutsch im Jahr 1783 soll sich oberhalb der Thermen im Vilbeler Wald eine warme Mineralquelle befunden haben.
In welcher Umgebung sich das Gebäude befand, kann mangels Grabungsergebnissen nicht genau bestimmt werden. In der älteren Forschung war man zunächst der Ansicht, auf das Bad eines ungewöhnlich großen Gutshofs gestoßen zu sein. Da ein solcher aber nicht freigelegt wurde, wurde dieser Schluss nach heutigen Maßstäben ex silentio vorgenommen. Eine Beurteilung des Grundrisses über das freigelegte Badegebäude hinaus ist ohne Kenntnis der Gesamtanlage kaum möglich. Das Bad übertrifft um ein Mehrfaches die durch Ausgrabungen bekannten Thermen römischer Villen in Hessen. Größe und auch die Ausstattung hätten die Möglichkeiten eines Villenbesitzers in der Civitas Taunensium überstiegen, so dass in aktuellen Standardwerken zur regionalen Archäologie ein staatlicher Heilthermenbetrieb für wahrscheinlicher gehalten wird, in dessen Nachbarschaft sich auch eine zugehörige Siedlung (vicus) befunden haben könnte. Römerzeitliche Siedlungen an Thermal- und Heilquellen sind in Germanien unter anderem aus Baden-Baden, Badenweiler und Wiesbaden (Aquae Mattiacorum) geläufig, dabei sind auch Mischformen, etwa mit einem Pilgerort, belegt.

## Oceanus-Mosaik

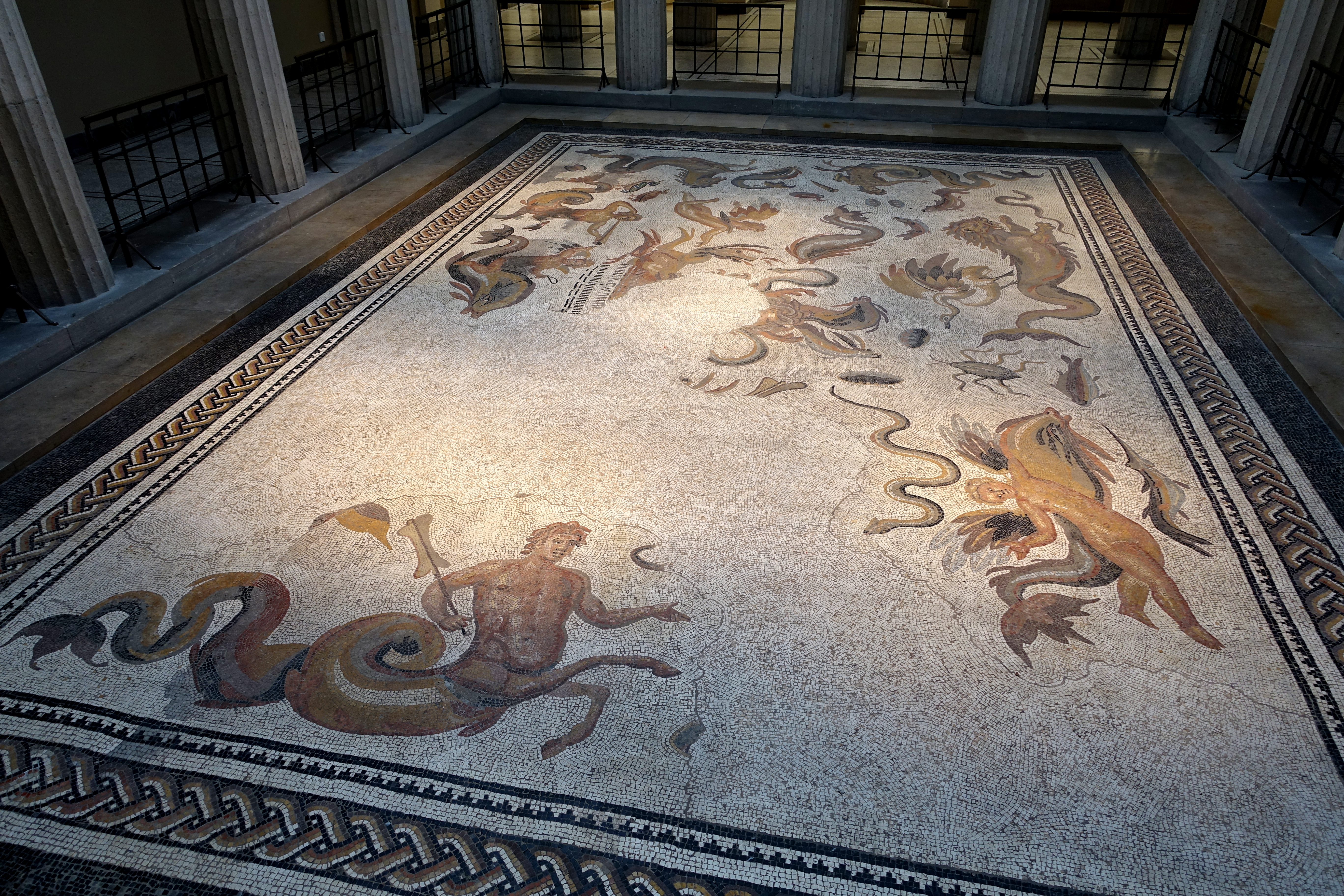
Das Oceanus-Mosaik im Hessischen Landesmuseum Darmstadt

Das Mosaik befand sich zentral im großen Badesaal vor dem Marmorbecken. Die Bildfläche besaß eine Größe von 4,78 × 7,06 m. Im Mittelpunkt befand sich die Maske des Meeresgottes Oceanus. Das Gesicht ist im Original wie ein vorderer Teil des Mosaiks nicht erhalten, mutmaßlich aufgrund von Tierexkrementen infolge einer Nutzung des Areals als Stall. Unter der Maske befindet sich eine Signaturinschrift des Mosaizisten Pervincus. Aus den Locken des Okeanos entspringen Fische, Hummerscheren und Fabeltiere. Um diesen herum sind verschiedene echte und mythische Meeresbewohner angeordnet: Triton, Nereiden, Eroten, Seepferde und Seelöwen. Jede Figur ist in einer anderen Perspektive und Bewegung dargestellt, die meisten im Dreiviertelprofil. Das Mosaik gewann zusätzlich an Lebendigkeit, weil es flach mit Wasser überspült wurde.
Unter den Mosaiken römischer Zeit in Deutschland gehört das Vilbeler Oceanus-Mosaik zu den bedeutendsten Funden. Es befindet sich heute im Hessischen Landesmuseum Darmstadt und nimmt dort einen ganzen Raum ein.
Durch eine Förderung der Firma Hassia Mineralquellen war es möglich, eine Nachbildung anzufertigen, die in Bad Vilbel seit 2007 in einem Pavillon als Ausstellung Lebendiges Römer-Mosaik gezeigt wird. Daneben sind dort einige Fundstücke aus dem Bad sowie Replikate und Tafeln zur römischen Alltagskultur zu sehen. Eine weitere Nachbildung befindet sich im Innenhof des praetorium der Saalburg, ist aber nicht für den dortigen Besucherverkehr zugänglich.